# Dolichopodomintho dolichopiformis
Dolichopodomintho dolichopiformis là một loài ruồi trong họ Tachinidae.